# Nukleon
Nukleon je zajedničko ime za protone i neutrone (čestice jezgra). Sve do 1960-ih, smatralo se da su nukleoni elementarne čestice. U današnje vreme je poznato da se svaki nukleon sastoji od tri kvarka vezana takozvanim jakim interakcijama.
Interakcije između dva ili više nukleona se nazivaju internukleonskim silama ili nuklearnim silama, koje su takođe uzročnici jakih interakcija. (Pre otkrića kvarkova, termin „jaka interakcija“ se odnosio samo na internukleonske interakcije.)
Nukleoni se nalaze na granici gde se fizika elementarnih čestica i nuklearna fizika preklapaju. Fizika elementarnih čestica, posebno kvantna hromodinamika, pruža fundamentalne jednačine koje objašnjavaju svojstva kvarkova i jakih interakcija. Te jednačine kvantitativno objašnjavaju kako se kvarkovi mogu međusobno vezati u protone i neutrone (kao i u druge hadrone). Međutim, kad je više nukleona grupisano u atomskom jezgru te fundamentalne jednačine postaju suviše složene da bi se direktno rešile. Umesto toga, nukleoni se studiraju u sklopu nuklearne fizike, koja izučava nukleone i njihove interakcije putem približnih modela, kao što je model nuklearne ljuske. Ti modeli mogu uspešno da objasne osobine nukleona. Na primer, da li će ili ne određeni nukleoni podleći radioaktivnom raspadu.

## Literatura
- Wolfram Weise; Thomas, Anthony Paul (2001). The Structure of the Nucleon. Weinheim: Wiley-VCH. ISBN 3-527-40297-7.
- Jackson, Andrew; Brown, Gerald Edward (1976). The nucleon-nucleon interaction. Amsterdam: North-Holland Publishing Co. [etc.] ISBN 0-7204-0335-9.
- „Particle data group listing on the proton” (PDF).
- „Particle data group listing on the neutron” (PDF).